# سقوط مملكة واي
بعد حادثة مقابر غاو بينغ تحكمت عائلة سيما بواي وأصبح الإمبراطور مجرد سلطة صورية فقط كان عصر هذا الإمبراطور وهو تساو هوان أشبه بعصر الإمبراطور شيان من هان أخر اباطرة مملكة هان ،بدأ هذا الأمر عندما توفي سيما زاو في سبتمبر في عام 266م وورث إبنه سيما يان لقب أمير جين، وبعد 4 أشهر فقط أي في 5 فبراير 266 اجبر سيما يان الإمبراطور تساو هوان على التنازل له عن عرش البلاد ففعل وسمح له الإمبراطور سيما يان بالاحتفاظ بالرايات والعربات الإمبراطورية وأعطاه لقب أمير تشينلو وسمح له ببناء معبد لتقديس أجداده مع حضوره كإمبراطور شرف في الاحتفالات الإمبراطورية كما سمح له بعدم الركوع وبعد وفاته كرمه ابن سيما يان الإمبراطور هوي بلقب الإمبراطور يوان من واي.